# رامون دکرس
رامون دکرس، (به هلندی: Ramon Dekkers) (زاده: ۴ سپتامبر ۱۹۶۹، درگذشت: ۲۷ فوریه ۲۰۱۳)، کیک‌بوکسینگ‌کار اهل هلند و قهرمان ۸ دورهٔ رقابت‌های جهانی موای تای بود.